# Мастер истории Гризельды

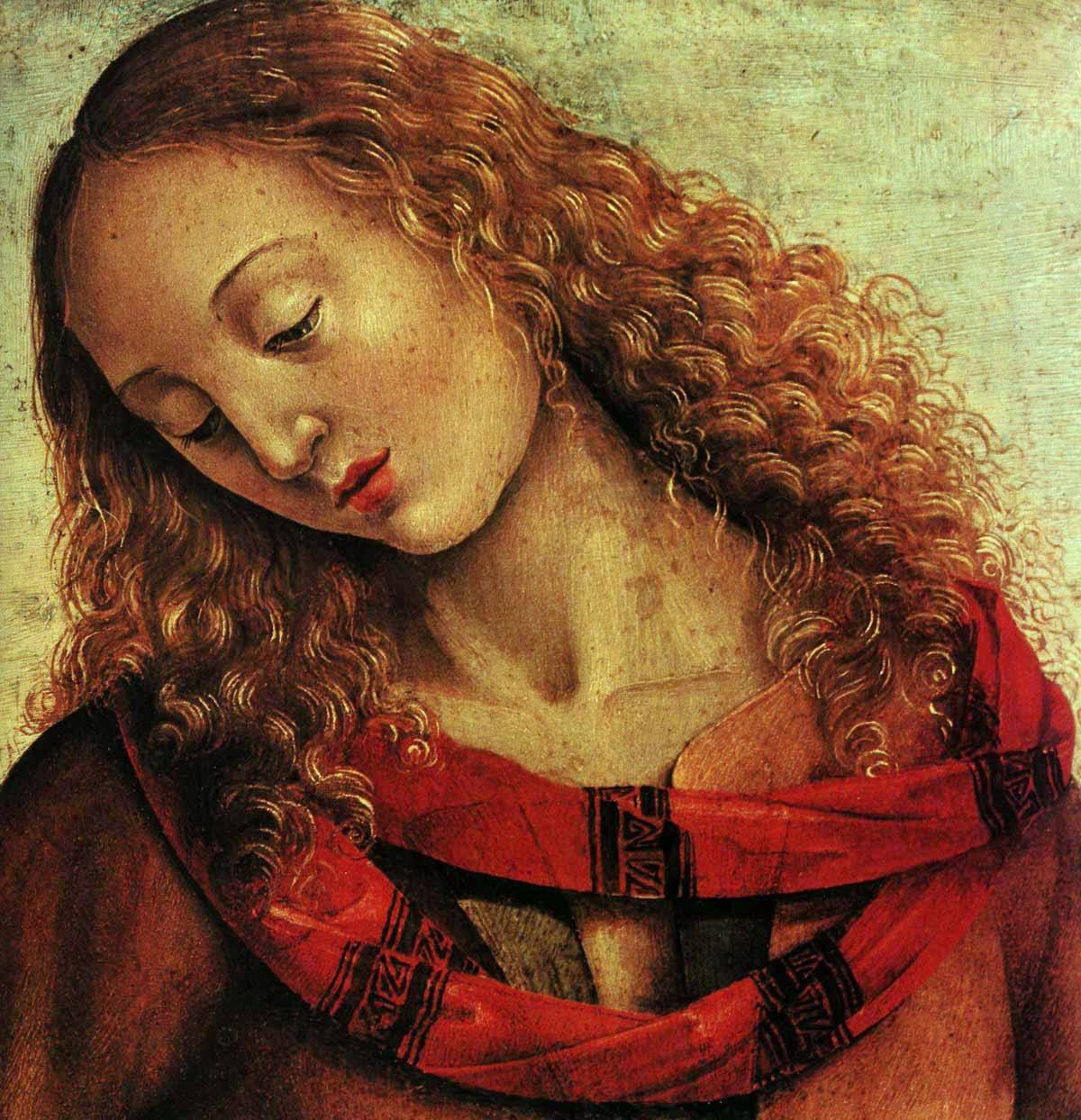
Мастер Гризельды. Тиберий Гракх. Деталь. 1490-е. Будапешт, Музей изящного искусства

Ма́стер исто́рии Гризе́льды или просто — Ма́стер Гризе́льды (итал. Maestro di Griselda, англ. Master of the Story of Griselda; работал в конце XV века в Сиене) — итальянский художник эпохи Ренессанса (сиенская школа).

## «История Гризельды»
Даты рождения и смерти этого анонимного художника неизвестны, исследователи единодушны в определении периода его работы: около 1490 года — 1500 год. Столь краткая карьера объясняется либо внезапной смертью художника, либо тем, что известны только произведения одной из фаз его творчества. Имя Мастер Истории Гризельды для автора трёх панелей-spalliere от кассоне из лондонской Национальной галереи предложил, основываясь на исследованиях Джакомо де Николо, в 1931 году Бернард Беренсон.
На панелях изображены сюжеты новеллы из книги Джованни Боккаччо «Декамерон» (Х день, 10-я новелла), очень популярной в живописи кватроченто. В ней рассказывается о простолюдинке Гризельде, вышедшей замуж за молодого маркиза Салуццо по имени Гвальтьери, который решил подвергнуть свою супругу жестоким испытаниям на верность. История благополучно заканчивается исключительно благодаря добродетелям Гризельды, её выдержке и стойкости. В трёх картинах из лондонской Национальной галереи видна рука мастера, связанного с умбрийской живописной школой, поэтому первое время их считали работами или Пинтуриккьо, или Луки Синьорелли, или его родственника Франческо.
В дальнейшем было выдвинуто несколько разных гипотез об авторах картин, но в итоге победила точка зрения, что это оригинальный сиенский мастер либо хорошо знающий работы Синьорелли, либо поработавший в его мастерской. Предполагается, что назидательные картины о верности Гризельды были заказаны богатым сиенским семейством Спанокки к свадьбе, и ранее украшали одну из спален в их особняке.
| № | Панель-spalliere | Сюжет |   |  | |
| - | ---------------- | --- | - |  | --- |
| № | Панель-spalliere | Сюжет | 1 |  | Маркиз встречает Гризельду, крестьянскую девушку. Он посещает дом её отца и объявляет, что женится на Гризельде, если она даст слово во всём ему подчиняться. С неё снимают бедную одежду и облачают в роскошное платье. Свадьба маркиза и Гризельды. |
| 2 |                  | Маркиз испытывает послушание Гризельды. Он приказывает передать детей слуге, якобы для того, чтобы их убить. Потом он сообщает жене, что желает расторгнуть брак и приказывает ей, оставив всё, что она приобрела благодаря мужу, вернуться в дом своего отца.                                               |   |  | |
| 3 |                  | Маркиз посещает Гризельду и поручает ей подготовить его дом для празднования предполагаемого нового брака. Появляются дети маркиза и Гризельды (непризнаные матерью, так как она считала их убитыми). Маркиз, наконец, открывает Гризельде, что эти испытания были придуманы, чтобы проверить её покорность. |   |  | |

## Другие произведения, приписываемые Мастеру истории Гризельды
Исследователи атрибутируют Мастеру Гризельды ещё несколько произведений. Речь идёт о знаменитой серии из восьми картин с аллегорическими изображениями достоинств, в создании которых приняли участие несколько лучших сиенских художников второй половины XV века. Это Маттео ди Джованни, написавший «Юдифь», Нероччо де Ланди — «Клавдия Квинта», Франческо ди Джорджо — «Сципион Африканский», и Пьетро Ориоли — «Сульпиция» (Балтимор, Художественный музей Уолтерса). К этой серии принадлежат ещё четыре аналогичных произведения — «Артемизия» (Милан, музей Польди Пеццоли), «Иосиф Египетский» (Вашингтон, Национальная галерея), «Александр Великий» (Бирмингем, Институт Барбера), и «Тиберий Гракх старший» (Будапешт, Музей изобразительных искусств). По мнению одних специалистов, все четыре картины созданы Мастером Гризельды. Другие же считают, что две из них — «Артемизию» и «Тиберия Гракха» Мастер Гризельды написал совместно с Синьорелли или художником его круга. В этих произведениях, также как в картинах с историей Гризельды, зрелая ренессансная живопись переходит уже в некую стадию своеобразного «маньеризма», когда постоянно повторяются S-образные изгибы фигур, а сами фигуры вытянуты до такого предела, что ещё чуть-чуть, и они станут карикатурными. Предполагается, что вся серия из восьми картин тоже была заказана к свадьбе одним из знатных сиенских семейств — Спанокки или Пикколомини.
| |  |  |  |
| Мастер истории Гризельды, 1490-е годы, слева направо: Александр Великий. Бирмингем, Институт Барбера; Артемизия. Милан, Музей Польди Пеццоли; Иосиф Египетский. Вашингтон, Национальная галерея;Тиберий Гракх, Будапешт, Музей изящных искусств |  |  |  |

## Комментарии
1. ↑  Произведениями Пинтуриккьо считал панели их владелец, коллекционер итальянской живописи Александр Баркер (англ. Alexander Barker). В 1874 году три spalliere были приобретены на торгах аукционного дома Кристис Национальной галереей[4].
2. ↑  Возможно, произведения выполнены к двойной свадьбе сыновей Амброджо Спанокки (итал. Ambrogio Spannocchi), банкира папы Пия II. Двойная свадьба Антонио и Джулио Спанокки состоялась в 1493 году.
3. ↑  Не все специалисты согласны с тем, что «Юдифь» также принадлежит к этой серии[4].